# Czarodziej z Harlemu
Czarodziej z Harlemu – polska komedia z 1988 roku w reż. Pawła Karpińskiego.
Plenery: Warszawa, Tczew.
Pierwowzorem postaci Abrahama Lincolna był czarnoskóry koszykarz Kent Washington, który w latach 1978–1983 grał w polskich klubach: Start Lublin i Zagłębie Sosnowiec.

## Fabuła
Bączek – prezes prowincjonalnego klubu sportowego „Stal Tczew”, którego drużynie koszykówki grozi spadek z ligi, udaje się do Nowego Jorku celem sprowadzenia dobrego zawodnika, który „podparł by” klub. Wybór pada na czarnoskórego koszykarza Abrahama Lincolna, który zadowolony z propozycji „występów w Europie” przybywa do Polski, tj. PRL-u końca lat 80. Tu następuje na wpół zabawne, na wpół tragiczne zderzenie Abrahama z ówczesną polską rzeczywistością, rozpiętą w filmie pomiędzy koniecznością korzystania z usług cinkciarzy, a posiadaniem własnego kurka, aby móc wziąć prysznic po treningu. Prezes konkurencyjnego klubu „Unia Olsztyn” również nie zasypia gruszek w popiele. Gdy Abraham staje się prawdziwą gwiazdą „Stali Tczew” i klub bez trudu wygrywa pierwszy mecz z „Unią”, Strączek organizuje udane porwanie czarnoskórego zawodnika i proponuje mu o wiele lepsze warunki niż „Stal”. Sam Abraham jest już jednak zmęczony i rozczarowany polskimi warunkami, w których nie potrafi się odnaleźć i których nie potrafi zrozumieć. Dzwoni do swojego agenta w Stanach i myśli o powrocie. Jednak już pierwszego dnia pobytu w Polsce przypadkowo poznaje atrakcyjną studentkę anglistyki Monikę – jak się później okazuje córkę Bączka – która pomaga mu w trudnych chwilach, m.in. ratuje przed próbującymi go „odbić” ludźmi Bączka. Pomiędzy młodymi ludźmi szybko nawiązuje się nić sympatii, a nawet coś więcej.
W ostatniej scenie filmu, na meczu koszykówki rozgrywanym po latach w hali „Stali Tczew”, triumfuje drużyna gospodarzy składająca się wyłącznie z czarnoskórych zawodników – wnuków prezesa Bączka i zarazem dzieci Abrahama i Moniki.
Historia częściowo oparta na faktach, opisanych przez Leszka Konarskiego w Przeglądzie Tygodniowym.

## Obsada
- Okon Ubanga Jones(inne języki) – Abraham Lincoln
- Anna Kaźmierczak – Monika, córka Bączka
- Bogdan Baer – Bączek, prezes „Stali Tczew”
- Leszek Teleszyński – Strączek, prezes „Unii Olsztyn”
- Piotr Skarga – Jagódka, podwładny Bączka
- Jan Monczka – Szwed, zawodnik „Stali Tczew”
- Jerzy Lustyk – cinkciarz

## Muzyka
Film posiada bogatą ścieżkę dźwiękową na której można m.in. usłyszeć utwory i wykonawców:
- Tomas Ledin
  - Another summer night
  - Red lips
- Krzysztof Marzec
  - Zielone reggae
- Recydywa Blues Band
  - Nasze boogie
- Spirituals and Gospels Singers
  - Amazing grace
- Fatum
  - Demon
- Tadeusz Czechak
  - Dalej bracia bierzmy kosy
- Tomasz Dziano, Maciej Guzowski
  - Winda blues
- Mieczysław Mazur
  - Bramkarze
- Lech Brański
  - Sen Bączka
- Maria Koterbska
  - Serduszko puka w rytmie Cha-Cha